# Papato bizantino

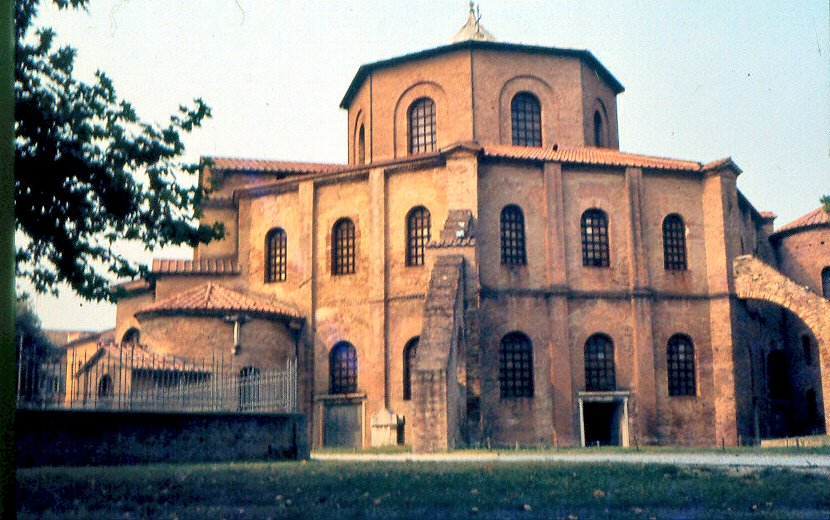
Basilica di San Vitale a Ravenna, consacrata nel 547, unisce elementi occidentali e bizantini.

Il papato bizantino fu un periodo della storia del papato caratterizzato dalla dominazione bizantina sui papi romani, durato dal 537 al 752, in cui i papi necessitavano dell'approvazione dell'imperatore bizantino per la consacrazione episcopale, e in cui molti papi furono scelti fra gli apocrisiari (intermediari fra il papa e l'imperatore) o fra gli abitanti di Grecia, Siria o Sicilia, allora sotto il controllo bizantino. Giustiniano I conquistò la penisola italiana nel corso della guerra gotica (535–554) e nominò i successivi tre papi, una pratica poi proseguita dai suoi successori e in seguito delegata all'Esarcato di Ravenna.
Con l'eccezione di Martino I, nessun papa durante questo periodo mise mai in discussione l'autorità del monarca bizantino di confermare l'elezione del vescovo di Roma prima che potesse avvenire la consacrazione; ciò non impedì tuttavia l'insorgere di frequenti conflitti teologici tra il papa e l'imperatore in aree come il monotelismo e l'iconoclastia.
Durante questo periodo, uomini di madrelingua greca originari di Grecia, Siria e Sicilia si sostituirono ai membri delle potenti famiglie romane sul soglio pontificio. Roma sotto i papi greci fu un melting pot di tradizioni cristiane orientali e occidentali, con riflessi sia nell'arte che nella liturgia.

## Storia

### Origini (534-638)

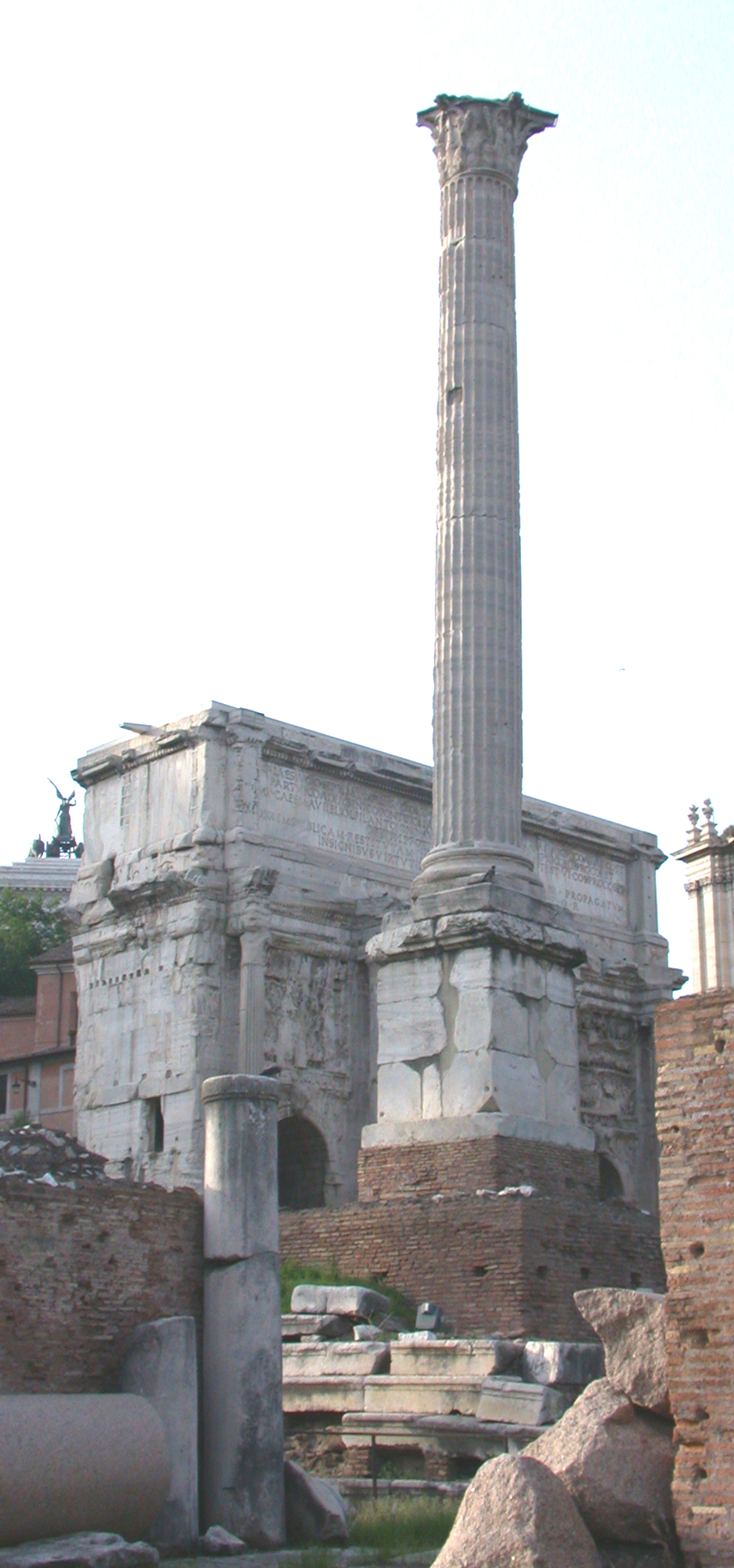
La Colonna di Foca, l'unico monumento pubblico ancora in piedi di quelli eretti nella Roma del VII secolo dai Bizantini

Dopo aver invaso l'Italia durante la guerra gotica (535–554), l'imperatore Giustiniano I costrinse papa Silverio ad abdicare e insediò al suo posto Vigilio, un ex apocrisiario presso Costantinopoli; dopo di lui Giustiniano designò papa Pelagio I, tramite un'elezione sostanzialmente fittizia; in seguito, Giustiniano si accontentò semplicemente di approvare l'elezione del papa, come nel caso di Giovanni III. I successori di Giustiniano proseguirono questa pratica per oltre un secolo.
Sebbene i soldati bizantini che conquistarono l'Italia definissero se stesso "Romani", molti abitanti della città nutrivano una profonda diffidenza nei confronti dei greci e delle influenze orientali in genere. In breve tempo, i cittadini di Roma richiesero formalmente a Giustiniano di richiamare Narsete (che conquistò Roma nel 552), dichiarando che avrebbero preferito essere ancora governati dai Goti. Il sentimento anti-bizantino era diffuso anche nel resto della penisola italiana, e la teologia greca nei circoli latini non fu mai veramente accolta nei circoli latini.
Il potere dell'imperatore bizantino di nominare il pontefice si può evincere anche da una leggenda su Papa Gregorio I nella quale si racconta che questi scrisse a Costantinopoli, chiedendo che la propria elezione fosse rifiutata. Papa Bonifacio III emanò un decreto in cui denunciava la corruzione nelle elezioni papali e proibiva la discussione di possibili candidati alla successione per tre giorni dopo i funerali del papa precedente; in seguito, Bonifacio III decretò che il clero e i "figli della Chiesa" (cioè nobili laici) dovessero riunirsi per eleggere un successore, ciascuno votando secondo la propria coscienza. Ciò diminuì gli scontri fra fazioni avverse per le successive quattro elezioni, tutte di breve durata e rapidamente approvate dall'imperatore.
Il prestigio di Gregorio I assicurò una graduale incorporazione delle influenze orientali, facendo sì che la chiesa romana mantenesse le proprie peculiarità; I due successori di Gregorio furono scelti fra suoi ex apocrisiari a Costantinopoli, nel tentativo di ottenere il favore di Foca, la cui contestata rivendicazione al trono era stata entusiasticamente avallata da Gregorio stesso. Papa Bonifacio III era molto probabilmente di origine greca, e ciò fece, nel 607, di lui il primo "Orientale sul soglio pontificio" (molti autori considerano erroneamente Teodoro I, che regnò dal 642 al 649, come il primo papa orientale del papato bizantino). Bonifacio III riuscì ad ottenere un proclama imperiale che dichiarava Roma "prima fra tutte le chiese" (ribadendo le parole di Giustiniano I, che definiva il papa "il primo tra tutti i sacerdoti"), un decreto che, da parte di Foca, aveva come obiettivo tanto l'umiliazione del patriarca di Costantinopoli quanto l'esaltazione del papa.
Appena tre settimane dopo la consacrazione di Bonifacio III, Foca fece erigere nel Foro Romano una statua dorata di se stesso in cima ad una colonna monumentale, e nel 609 autorizzò tramite iussio la conversione del Pantheon in chiesa cristiana; fu il primo tempio romano pagano a subire tale trattamento. Lo stesso Bonifacio III, quasi nel tentativo di gareggiare con Foca per la cristianizzazione del sito, fece portare nel tempio come reliquie l'equivalente di ventiquattro carri di ossa di martiri raccolte dalle Catacombe di Roma. Un sinodo nel 610 stabilì che i monaci potevano essere considerati membri del clero a pieno titolo, una decisione che avrebbe aumentato enormemente il numero di monaci greci in fuga verso Roma per sfuggire alla conquista slava di gran parte della costa balcanica. A quel tempo Salona in Dalmazia, Giustiniana Prima in Illiria, la Grecia peninsulare, il Peloponneso e Creta erano sotto la giurisdizione ecclesiastica di Roma, e Costantinopoli era uno degli "ultimi luoghi cui ci si poteva rivolgere in cerca di rifugio all'inizio del settimo secolo".
Un'altra ondata di profughi monastici, che portò con sé varie controversie cristologiche, arrivò a Roma quando l'Impero sasanide devastò i possedimenti bizantini orientali. Le successive conquiste musulmane del VII secolo invertirono definitivamente la "valanga di asceti verso Oriente" e la "fuga di cervelli ascetica verso la Terra santa", fenomeni che avevano seguito le invasioni gotiche del 408-410. Sebbene il numero monaci immigrati fosse relativamente esiguo, la loro influenza fu immensa:
"In un'atmosfera che li accolse calorosamente, il piccolo gruppo di monaci e chierici giunti a Roma in quel momento avrebbe combinato il proprio zelo calcedonio, il proprio acume intellettuale e la propria istruzione superiore con l'autorità spirituale della chiesa romana e del papato per dare battaglia e vincere la guerra contro l'ultima delle grandi controversie cristologiche che attraversò la chiesa".

### Conflitto sul monotelismo (638-654)
Era considerato obbligatorio per un papa eletto chiedere la conferma della propria nomina a Costantinopoli prima della consacrazione, il che spesso comportava tempi d'attesa estremamente lunghi (Sabiniano: 6 mesi; Bonifacio III: 1 anno; Bonifacio IV: 10 mesi; Bonifacio V: 13 mesi), a causa della difficoltà degli spostamenti, della burocrazia bizantina e dei capricci degli imperatori. Le controversie erano spesso di natura teologica; per esempio, Severino dovette attendere 20 mesi per essere consacrato dopo la sua elezione a causa del suo rifiuto di accettare il monotelismo, e morì solo pochi mesi dopo aver finalmente ricevuto il permesso di essere consacrato nel 640. Quando il papa greco Teodoro tentò di scomunicare due patriarchi di Costantinopoli per aver sostenuto il monotelismo, le truppe imperiali saccheggiarono la tesoreria papale nel Palazzo Lateranense, arrestarono ed esiliarono l'aristocrazia papale presso la corte imperiale e profanarono l'altare della residenza papale a Costantinopoli.
Teodoro era greco-palestinese, figlio del vescovo di Gerusalemme, scelto per la sua capacità di contrastare varie eresie originarie dell'Oriente nella sua lingua madre. Come risultato della capacità di Teodoro di dibattere con i suoi avversari nella loro lingua, "mai più il papato avrebbe sofferto il tipo di imbarazzo che era derivato dalla negligenza linguistica di Onorio". Teodoro prese la decisione quasi senza precedenti di nominare Stefano di Dor come vicario apostolico in Palestina, con l'intento di deporre i vescovi monoteliti successori di Sergio di Giaffa. La deposizione da parte di Teodoro del patriarca Pirro sancì che "Roma e Costantinopoli erano ora in scisma e in guerra aperta" sulla cristologia che avrebbe caratterizzato l'impero cristiano. La scomunica di un patriarca da parte di un papa greco si rivelò senza dubbio uno "spettacolo inquietante" per gli imperatori intenti a ripristinare l'unità religiosa. L'audacia di Teodoro dimostra:
"la forte corrente sotterranea di rancore romano contro un uso così pesante della forza imperiale emanata da Ravenna dai tempi dell'incidente di Maurikios [...] l'accettazione entusiasta dell'autorità politica imperiale esercitata con tale brutalità stava sensibilmente scemando".

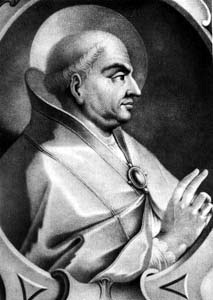
Papa Martino I fu deportato da Costante II e morì in esilio.

Il successore di Teodoro, papa Martino I, insistette per essere consacrato immediatamente senza attendere l'approvazione imperiale, e fu perciò (dopo un ritardo dovuto alla rivolta di Olimpio, l'esarca di Ravenna ) deportato a Costantinopoli dalle truppe imperiali, dichiarato colpevole di tradimento ed esiliato in Crimea, dove morì nel 655. Sebbene il crimine principale di Martino I fosse la promozione del Concilio Lateranense del 649, il concilio stesso era un "affare manifestamente bizantino" in virtù dei suoi partecipanti e delle influenze dottrinali (in particolare l'affidamento ai florilegia). Lo status ecumenico del concilio non fu mai riconosciuto, consolidando temporaneamente l'idea che la convocazione dei concili ecumenici fosse una prerogativa imperiale. Entro quattro anni dall'aggiornamento del consiglio, sia Martino I che Massimo il Confessore furono arrestati e processati a Costantinopoli per "aver trasgredito al Typos".
Secondo Eamon Duffy, "uno degli elementi peggiori nella sofferenza di Martino era la consapevolezza che, mentre lui era ancora in vita, la Chiesa romana si era sottomessa alle imposizioni imperiali e aveva eletto un nuovo papa", Eugenio I. Secondo Ekonomou, "i romani erano pronti a dimenticare papa Martino tanto quanto Costante II fu sollevato nel vederlo trasferito sulle remote sponde settentrionali del Mar Nero". Trent'anni dopo, il sesto concilio ecumenico avrebbe reso giustizia alla condanna del monotelismo del concilio lateranense, ma non prima che il Sinodo "inaugurasse il periodo dell'"intermezzo greco" di Roma.

### Riconciliazione (654–678)
Gli abitanti sia dell'Oriente che dell'Occidente si erano "stancati di decenni di conflitto religioso", e l'arresto di Martino I fece molto per dissipare la "febbre religiosa dei sudditi italiani dell'impero". Il riavvicinamento all'interno dell'impero era considerato fondamentale per combattere la crescente minaccia longobarda e araba e quindi nessun papa "si rifece di nuovo a Martino I" per settantacinque anni. Nonostante il disagio dei romani nell'eleggere un successore mentre Martino I era ancora in vita e il desiderio bizantino di punire Roma per il concilio fecero durare quattordici mesi la sede vacante, i successivi sette papi furono più graditi a Costantinopoli e vennero approvati senza indugi, ma quando papa Benedetto II fu costretto ad aspettare un anno nel 684, l'imperatore acconsentì a delegare definitivamente l'approvazione all'esarca di Ravenna. L'esarca, posizione occupata senza eccezioni da un greco della corte di Costantinopoli, aveva il potere di approvare la consacrazione papale dal tempo di Onorio I.
L'imperatore Costante II, rapitore di Martino I, risiedette a Roma per un periodo durante il regno di papa Vitaliano. Lo stesso Vitaliano era probabilmente di origine orientale, e certamente scelse dei greci per occupare importanti sedi, tra cui Teodoro di Tarso come arcivescovo di Canterbury. Molte ipotesi sono state formulate sui motivi del soggiorno romano di Costante II — forse voleva spostare la capitale imperiale a Roma o riconquistare ampi territori sul modello di Giustiniano I — ma più probabilmente intendeva solo ottenere limitate vittorie militari contro slavi, longobardi e arabi. Vitaliano ricoprì Costante II di onori e privilegi (tra i quali una visita alla tomba di San Pietro), anche mentre gli operai di Costante II strappavano il bronzo dai monumenti della città per poi fonderlo e portarlo a Costantinopoli con l'imperatore quando questi ripartì. Tuttavia, sia Vitaliano che Costante II erano fiduciosi alla sua partenza che il rapporto politico e religioso tra Roma e Costantinopoli si fosse effettivamente stabilizzato, permettendo a Costante II di concentrare le sue forze contro gli arabi. Dopo che Costante II fu assassinato in Sicilia da Mecezio, Vitaliano si rifiutò di sostenere l'usurpatore, guadagnando il favore del figlio e successore di Costante II, Costantino IV. Costantino IV ricambiò il favore rifiutandosi di sostenere l'eliminazione del nome di Vitaliano dai dittici delle chiese bizantine e privando Ravenna dello status di chiesa autocefala, restituendola alla giurisdizione papale. Costantino IV abbandonò la politica del monotelismo e convocò il Terzo Concilio di Costantinopoli nel 680, al quale papa Agatone inviò un rappresentante. Il concilio tornò al Credo di Calcedonia, condannando papa Onorio e gli altri fautori del monotelismo. Nel corso dei dieci anni successivi, la riconciliazione accrebbe il potere del papato: la chiesa di Ravenna abbandonò le sue pretese di indipendenza (precedentemente avallate da Costante II), la tassazione imperiale fu diminuita e il diritto di conferma papale fu delegato da Costantinopoli a l'Esarca di Ravenna. Fu durante questo periodo che il Papato iniziò a "pensare alla Chiesa universale non come somma delle singole chiese come faceva l'Oriente, ma come sinonimo della Chiesa Romana".

### I papi greci (678-752)

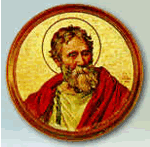
Papa Agatone e dieci dei suoi dodici successori immediati erano culturalmente di origine greca.

Papa Agatone, un greco di Sicilia, iniziò "una successione pressoché ininterrotta di pontefici orientali durante i successivi tre quarti di secolo". Il Terzo Concilio di Costantinopoli e i papi greci inaugurarono "una nuova era nei rapporti tra la parte orientale dell'impero e quella occidentale". Durante il pontificato di papa Benedetto II (684–685), Costantino IV rinunciò al requisito dell'approvazione imperiale per la consacrazione a papa, riconoscendo il cambiamento epocale nella demografia della città e del suo clero. Il successore di Benedetto II, Giovanni V, fu eletto "dalla popolazione tutta", tornando alla "pratica antica". I dieci successori greci di Agatone furono probabilmente un risultato intenzionale della concessione di Costantino IV. Le morti di papa Giovanni V e (ancor di più) di papa Conone portarono a elezioni contestate, ma dopo papa Sergio I il resto delle elezioni sotto il dominio bizantino si svolse senza gravi problemi.
Durante il pontificato di Giovanni V (685-686), l'imperatore ridusse sostanzialmente il carico fiscale sui patrimoni papali in Sicilia e Calabria, eliminando anche la sovrattassa sui cereali e altre tasse imperiali. Giustiniano II durante il regno di Conone diminuì anche le tasse sui patrimoni di Bruzio e Lucania, liberando coloro che erano stati coscritti nell'esercito a garanzia di quei pagamenti. I papi di questo periodo riconoscevano esplicitamente la sovranità imperiale su Roma e talvolta datavano la loro corrispondenza personale con gli anni di regno dell'imperatore bizantino. Tuttavia, questa unità politica non si estendeva anche alle questioni teologiche e dottrinali.

#### Controversia del Concilio Quinisesto

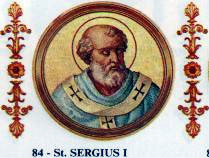
Papa Sergio I rifiutò di approvare i canoni del Concilio Quinisesto, spingendo Giustiniano II a ordinare il suo arresto.

I primi atti di Giustiniano II sembravano mirati a continuare il riavvicinamento avviato sotto Costante II e Costantino IV. Tuttavia, la riconciliazione fu di breve durata e Giustiniano II convocò nel 692 il Concilio Quinisesto (noto anche come Concilio in Trullo), al quale non partecipò nessun prelato occidentale. Questo concilio stilò una serie di decreti "mirati ad offendere gli occidentali", i cui canoni furono inviati a Papa Sergio I (in carica dal 687 al 701) perché li firmasse; Sergio rifiutò e anzi criticò apertamente le nuove norme. Il punto cardine della contesa erano i regolamenti dei canoni trullani, i quali, sebbene indirizzati in primis agli errori delle chiese d'Oriente, erano in conflitto con diverse pratiche vigenti in Occidente. Sergio I si oppose anche all'approvazione di tutti e ottantacinque i Canoni Apostolici (anziché dei soli primi cinquanta), a varie liberalizzazioni sulla questione del celibato ecclesiastico, a vari divieti sul sangue come alimento e al divieto di raffigurazione di Cristo come un agnello.
Giustiniano II prima mandò un magistrato ad arrestare Giovanni di Porto e un altro consigliere papale come avvertimento, quindi inviò il suo famigerato protospatario Zaccaria per arrestare lo stesso papa. Giustiniano II tentò di deportare Sergio I come aveva fatto il suo predecessore con Martino I, sottovalutando però il risentimento contro l'autorità imperiale tra coloro che erano al potere in Italia, e le truppe di origine italiana inviate da Ravenna e dal Ducato di Pentapoli si ammutinarono a favore di Sergio I al loro arrivo a Roma. Non molto tempo dopo, Giustiniano II fu deposto con un colpo di stato (695). Tuttavia, le tredici rivolte in Italia e in Sicilia che precedettero la caduta dell'esarcato nel 751 erano uniformemente "di carattere imperiale" in quanto mostravano ancora "fedeltà all'ideale dell'Impero romano cristiano" e non nutrivano ambizioni indipendentiste per la penisola italiana. In effetti lo stesso Sergio I, invece di cercare di trarre vantaggio dal diffuso sentimento anti-bizantino in Italia, tentò di sedare l'intera controversia.
Nel 705 Giustiniano II, tornato nuovamente sul trono, cercò di raggiungere un compromesso con papa Giovanni VII (in carica dal 705 al 707) chiedendogli di elencare i canoni specifici del concilio che trovava problematici e di confermare il resto; tuttavia, Giovanni VII non fece nulla. Nel 710 Giustiniano II ordinò a papa Costantino (in carica dal 708 al 715) di presentarsi a Costantinopoli per mandato imperiale. Papa Costantino, un siriano, partì per Costantinopoli nel 710 con tredici chierici, undici dei quali a loro volta di origine orientale. A Napoli Costantino incrociò l'esarca Giovanni III Rizocopo, che era in viaggio per Roma dove avrebbe giustiziato quattro alti funzionari papali che si erano rifiutati di accompagnare il papa. Mentre il rifiuto dei canoni trullani da parte di Roma rimase, la visita sanò in gran parte la frattura tra papa e imperatore.
Il greco fu la lingua preferita durante questo periodo poiché innumerevoli orientali entrarono tra i ranghi del clero. Secondo Ekonomou, tra il 701 e il 750, "i greci superavano in numero i latini di quasi tre volte e mezzo". Qualsiasi vuoto di potere fu rapidamente colmato da Roma: ad esempio, papa Gregorio II venne in aiuto dell'esarcato di Ravenna nel 729 aiutando a schiacciare la ribellione di Tiberio Petasio, e papa Zaccaria nel 743 e 749 negoziò il ritiro dei Longobardi dal territorio imperiale.

#### Controversia dell'iconoclastia

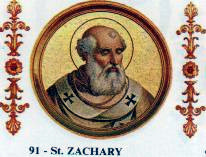
Papa Zaccaria fu l'ultimo papa di origine greca e l'ultimo a chiedere la conferma imperiale della sua elezione.

I papi della prima metà dell'VIII secolo percepirono Costantinopoli come una fonte di autorità e legittimazione e in pratica "pagarono profumatamente" per continuare a ricevere la conferma imperiale, ma l'autorità bizantina quasi svanì in Italia (tranne che in Sicilia) quando gli imperatori dovettero dedicare sempre maggiori risorse per respingere l'espansione musulmana. Secondo Ekonomou:
"Come ogni pontefice romano venuto prima di lui, Zaccaria si considerava un fedele servitore dell'Imperium Romanum Christianum e un rispettoso suddito dell'imperatore che occupava il trono di Costantinopoli. L'impero era, dopo tutto, l'immagine terrestre del Regno dei Cieli. Era un regno sacro di cui Roma e il papato erano componenti integrali. Rappresentava cultura e civiltà. Era la catena irrefragabile che collegava il presente al passato classico e dava alla sua amata Roma l'aura dell'eternità. Soprattutto, era l'impero che custodiva e proteggeva la santa chiesa cattolica e apostolica. L'imperatore era il rappresentante eletto da Dio sulla Terra. Custodiva l'impero nel nome di Cristo, di cui era strumento e da cui traeva il suo potere e la sua autorità. Criticare l'imperatore era un sacrilegio: mancare di obbedirgli e pregare per lui, buono o cattivo che fosse, un'empietà impensabile ".
Sebbene l'antagonismo dovuto ai costi della dominazione bizantina avesse persistito a lungo in Italia, la definitiva rottura politica ebbe inizio nel 726 con l'iconoclastia dell'imperatore Leone III Isaurico. L'esarca fu linciato mentre cercava di far rispettare l'editto iconoclasta e papa Gregorio II giudicò l'iconoclastia come l'ultima di una serie di eresie imperiali. Nel 731, il suo successore, papa Gregorio III organizzò un sinodo a Roma (cui prese parte anche l'arcivescovo di Ravenna), che dichiarò l'iconoclastia passibile di scomunica. Quando l'esarca donò sei colonne di onice alla basilica di San Pietro in ringraziamento per l'assistenza del papa nella sua liberazione dai Longobardi, Gregorio III, come atto di disobbedienza, fece utilizzare il materiale per creare delle icone.

### Strappo definitivo
Leone III rispose nel 732/33 confiscando tutti i patrimoni papali nell'Italia meridionale e in Sicilia, che insieme costituivano la maggior parte delle entrate papali all'epoca. Inoltre, rimosse le diocesi di Tessalonica, Corinto, Siracusa, Reggio, Nicopoli, Atene e Patrasso dalla giurisdizione papale, subordinandoli invece al Patriarca di Costantinopoli. Si trattò in realtà di un atto di triage: rafforzò il controllo imperiale sulla parte meridionale dell'impero, ma sancì di fatto l'inevitabile distruzione finale dell'esarcato di Ravenna, che avvenne infatti per mano dei Longobardi nel 751. Il papato si ritrovò effettivamente "espulso dall'impero". Papa Zaccaria, nel 741, fu l'ultimo papa ad annunciare la sua elezione a un sovrano bizantino per chiederne l'approvazione.

## Relazioni successive
50 anni dopo (Natale dell'800), il papato riconobbe Carlo Magno come imperatore del Sacro Romano Impero. Un evento che sancì simbolicamente l'allontanamento del papato dalla sempre più debole Bisanzio e l'avvicinamento al nuovo potere del regno franco dei carolingi. Costantinopoli subì una serie di disfatte militari durante questo periodo, perdendo di fatto ogni controllo sull'Italia. Al tempo delle visite di Liutprando di Cremona a Costantinopoli, alla fine del X secolo, nonostante la ripresa dell'impero bizantino sotto Romano I e Costantino VII Porfirogenito, i rapporti erano chiaramente tesi tra il papato e Bisanzio. Egli infatti riporta la rabbia dei funzionari pubblici bizantini all'udire il papa rivolgersi al loro sovrano come "Imperatore dei Greci" in contrapposizione a quello dei Romani.

## Elenco dei papi bizantini
Il papato bizantino comprese i seguenti papi e antipapi. Dei tredici papi dal 678 al 752, solo Benedetto II e Gregorio II erano nativi romani; tutto gli altri erano ellenofoni, originari di Grecia, Siria o Sicilia bizantina. Molti papi di questo periodo avevano precedentemente ricoperto il ruolo di apocrisiari papali (l'equivalente del moderno nunzio) a Costantinopoli. La serie dei papi che va da Giovanni V a Zaccaria (685-752) è talvolta chiamata "cattività bizantina" perché solo un papa di questo periodo, Gregorio II, era di origine non "orientale".
- Papa Vigilio (537-555), ex apocrisiario
- Papa Pelagio I (556-561) ex apocrisiario
- Papa Giovanni III (561-574)
- Papa Benedetto I (575-579)
- Papa Pelagio II (579-590)
- Papa Gregorio I Magno (590-604), ex apocrisiario
- Papa Sabiniano (604-606), ex apocrisiario
- Papa Bonifacio III (607), ex apocrisiario, nato probabilmente a Roma da padre greco di Antiochia[61]
- Papa Bonifacio IV (608-615)
- Papa Adeodato I (615-618)
- Papa Bonifacio V (619-625)
- Papa Onorio I (625-638)
- Papa Severino (640)
- Papa Giovanni IV (640-642), dalmata, primo papa nato e cresciuto ad est dell'Italia dai tempi di papa Zosimo (417-418)[62]
- Papa Teodoro I (642-649), ex apocrisiario, greco-palestinese[63]
- Papa Martino I (649-653), ex apocrisiario[64]
- Papa Eugenio I (654-657), ex apocrisiario[65]
- Papa Vitaliano (657-672), probabilmente di origine orientale (suo padre si chiamava Anastasios)
- Papa Adeodato II (672-676)
- Papa Dono (676-678)
- Papa Agatone (678-681), greco
- Papa Leone II (682-683), siciliano
- Papa Benedetto II (684-685)
- Papa Giovanni V (685-686), siriaco
- Papa Conone (686-687), siciliano
- Papa Sergio I (687-701), siriaco
  - Antipapa Teodoro II (687)
  - Antipapa Pasquale (687)
- Papa Giovanni VI (701-705), greco
- Papa Giovanni VII (705-707), calabrese
- Papa Sisinnio (708), siriaco
- Papa Costantino (708-715), siriaco
- Papa Gregorio II (715-731)
- Papa Gregorio III (731-741), siriaco
- Papa Zaccaria (741-752), calabrese

## Lasciti ed effetti

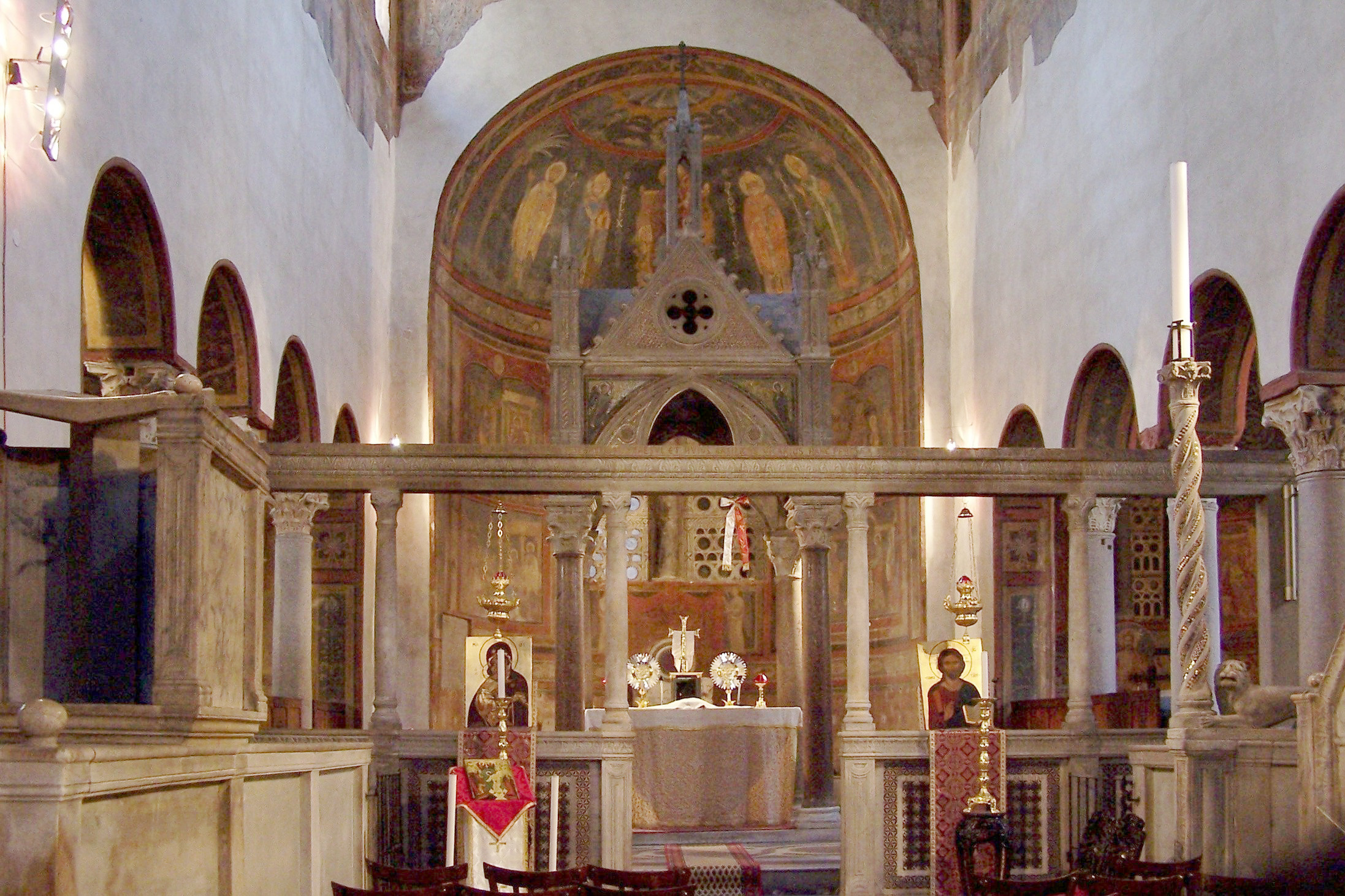
Evidenti influenze bizantine nell'interno di Santa Maria in Cosmedin

Secondo Duffy, alla fine del VII secolo, "figure di madrelingua greca dominavano la cultura clericale di Roma, fornendole menti teologiche, talento amministrativo e gran parte della sua cultura visiva, musicale e liturgica". Ekonomou sostiene che "dopo quattro decenni di dominio bizantino, l'Oriente si stava inesorabilmente insinuando nella città sul Tevere. Persino Gregorio avrebbe finito per soccombere, forse inconsapevolmente, alla lux orientis [...] Una volta riallacciati i legami politici, sia Roma che il Papato avrebbero presto iniziato a sperimentarne, anche prima della fine del VI secolo, l'influenza anche in altri modi". Ekonomou vede l'influenza bizantina come organica piuttosto che "un programma intenzionale o sistematico" da parte degli imperatori o degli esarchi, che si concentravano più sul controllo politico e sulla tassazione che sull'influenza culturale.

### Demografia
Il termine schola Graeca (chiamata anche ripa Graeca o "riva greca") si riferisce al segmento della sponda del Tevere "fortemente popolato da orientali, inclusi greci, siriaci ed egiziani". Il quartiere bizantino divenne rapidamente il centro economico della Roma imperiale di quel periodo (contrassegnato da Santa Maria in Cosmedin, nome dato anche alle chiese bizantine fondate a Ravenna e Napoli). La porzione dell'Aventino che si affacciava su questo quartiere divenne nota come ad Balcernas o Blachernas, dal nome dell'omonimo distretto di Costantinopoli. Questa zona divenne in seguito nota come piccolo Aventino quando si sviluppò in un "quartiere greco-orientale" dopo ondate successive di monaci sabaiti.
Gli immigrati bizantini a Roma includevano anche mercanti provenienti da territori come Siria ed Egitto. I rifugiati delle persecuzioni vandaliche in Nord Africa e dello scisma laurenziano raggiunsero numeri significativi all'inizio del VI secolo; un fenomeno simile si verificò con gli abitanti dei territori orientali poi riconquistati dai Bizantini. I greci rappresentavano quasi l'intera comunità medica di Roma e una scuola greca di medicina fu istituita durante questo periodo. Ma la vasta maggioranza degli abitanti greci di Roma durante questo periodo era costituita da membri di comunità religiose monastiche, sebbene non sembri che fossero stati istituiti monasteri esclusivamente greci. Tuttavia, entro il 678, sorsero quattro monasteri bizantini: San Saba, Domus Ariscia, SS. Andrea e Lucia e Aquas Salvias. Costantino IV allude a questi quattro monasteri in una lettera a papa Dono; Ekonomou suggerisce che ci fossero almeno altri due monasteri bizantini a Roma: Boetiana e Sant'Erasmo al Celio. I monaci greci portarono con loro (alla fine del VII secolo) l'istituzione della Monasteria diaconia, dedicata al servizio degli indigenti della città.
Alla fine del VI secolo gli orientali erano ancora una minoranza del clero romano, sebbene vi fossero indubbiamente ammessi (come si evince dai nomi che sottoscrivono i procedimenti sinodici). Sebbene all'inizio del VII secolo costituissero meno dell'uno per cento della gerarchia, la percentuale di orientali fra i sacerdoti era decisamente più alta. In confronto, un sinodo del 679 convocato da Agatone era formato prevalentemente da orientali (più della metà dei vescovi e due terzi dei sacerdoti). Questi monaci "portarono con sé dall'Oriente un'eredità ininterrotta di sapere che, sebbene in frantumi quasi irriconoscibili in Occidente, Bisanzio aveva conservato in una forma quasi incontaminata fin dai tempi antichi".
Anche persone di estrazione non monastica emigrarono a Roma, come si può evincere dall'esplosione in popolarità di nomi come Sisinnes, Georgius, Thalassius e Sergius (e, in misura minore: Gregorius, Ioannes, Paschalis, Stephanus e Theodorus ). Ekonomou cita la comparsa di questi nomi, insieme alla scomparsa di Probus, Faustus, Venantius e Importunus come prova della "trasformazione radicale nella composizione etnica della città".

### Economia
I commercianti bizantini arrivarono a dominare la vita economica di Roma. Uomini provenienti da tutti gli angoli dell'impero poterono nuovamente far uso delle tradizionali rotte commerciali verso Roma, rendendo la città veramente "cosmopolita" nella sua composizione.

### Architettura
Anche i prelati di lingua greca divennero comuni a Roma in questo periodo, concentrati attorno a un anello di chiese sul colle Palatino, dedicate ai santi orientali: Cosma e Damiano, Sergio e Bacco, Adriano, Quiricio e Giulitta, e Ciro e Giovanni.
L'influenza greca si concentrò anche nella diaconia lungo il Tevere, un quartiere bizantino emergente della città, e nelle chiese di San Giorgio in Velabro e Santa Maria in Cosmedin. Sostiene Duffy,
"Anche le tradizioni locali dell'arte religiosa romana furono trasformate dall'influenza orientale, il realismo monumentale dello stile romano, rappresentato nell'abside dei SS Cosma e Damiano, fu sostituito dal delicato formalismo dei dipinti di Santa Maria Antiqua, o dell'icona della in stile bizantino della Vergine ora nella chiesa di Santa Francesca Romana. Il culto della stessa chiesa romana fu trasformato dall'influenza orientale".
Santa Maria in Cosmedin fu donata ai monaci greci in fuga dalla persecuzione iconoclasta, e fu costruita con pianta greca con tre absidi e un templon, introdotta in Occidente in questo periodo.

### Letteratura e musica
Roma attraversò una "breve fioritura culturale" all'inizio del VI secolo a seguito della traduzione di opere greche — "sia sacre che profane" — in latino, con la nascita di una classe intellettuale fluente in entrambe le lingue. Poiché l'istruzione classica tradizionale a Roma era declinata "quasi fino all'estinzione", anche i più dotti eruditi latini non erano in grado di leggere tali opere nella loro versione originale greca ed erano costretti a fare affidamento sulla traduzione. Molti di questi testi apparvero nella biblioteca papale, fondata da papa Agapito I intorno al 535 (trasferita dal futuro papa Gregorio I nel suo monastero sul colle Celio e successivamente in Laterano). La biblioteca papale conteneva solo pochissimi testi nell'anno 600, ma poteva vantare interi scaffali di codici (principalmente in greco) nel 650. Inoltre, il personale della cancelleria papale alla metà del secolo era completamente bilingue, e il suo "apparato amministrativo" era gestito dai greci. Fino a tempi recenti, gli studiosi credevano che i testi papali fossero scritti in latino e poi tradotti in greco; tuttavia, le prove contenute negli atti del Concilio Lateranense del 649 rivelano l'esatto contrario.
Nonostante la conquista, il declino nella conoscenza della lingua greca continuò quasi incontrastato e per tutto il papato di Gregorio I i traduttori scarseggiarono. Solo alla fine del VI secolo la conoscenza della lingua greca (e la corrispondente fornitura di testi greci) subì un "lieve aumento di vitalità". Al contrario, la conoscenza del latino a Costantinopoli era "non solo rara ma un 'totale anacronismo'".
Papa Vitaliano (657-672) istituì una schola cantorum per istruire i cantori cerimoniali, che era quasi interamente "a imitazione del suo modello bizantino". Vataliano introdusse anche la celebrazione dei vespri pasquali e del battesimo all'Epifania, entrambe tradizioni originarie di Costantinopoli. La "bizantinizzazione liturgica" promossa da Vitaliano sarebbe stata continuata dai suoi successori. La lingua latina attraversò però una rinascita liturgica — sostituendo ufficialmente il greco — tra il 660 e il 682; Il greco riemerse nuovamente durante il papato di papa Agatone e dei suoi successori.
All'inizio dell'VIII secolo le liturgie bilingue erano comuni, ed era il greco ad avere la precedenza. Così, le usanze letterarie greche si fecero strada all'interno di tutto calendario liturgico, in particolare nei rituali papali. Questo periodo pose le basi per la mariologia occidentale, nata come fedele imitazione il culto della Theotókos ("Madre di Dio") in Oriente, dove Maria era considerata la protettrice primaria di Costantinopoli.

### Organizzazione
Molte caratteristiche della corte papale ebbero origine durante questo periodo, sul modello di simili rituali di corte bizantini. Ad esempio, l'ufficio papale del vestararius imitava il protovestiarios della corte bizantina, entrambi responsabili della gestione delle finanze e del guardaroba.

### Teologia

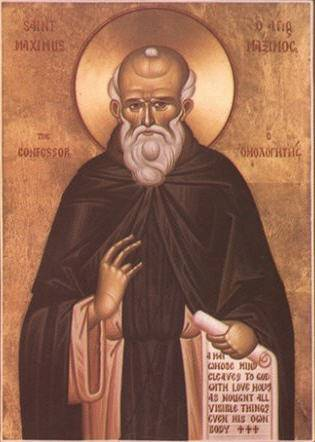
Massimo il Confessore

La cristianità occidentale durante questo periodo "assorbì nelle proprie forme di culto e intercessione le usanze e le pratiche liturgiche costantinopolitane". Massimo il Confessore, che fu portato sotto stretta sorveglianza della guardia imperiale da Roma a Costantinopoli nel 654, rappresenta lo sviluppo teologico del monachesimo orientale a Roma davanti ai conflitti con gli imperatori bizantini. Massimo e il suo collega greco-palestinese, il futuro papa Teodoro I, presiedettero un sinodo a Roma di vescovi prevalentemente latini che si contrappose agli sforzi imperiali di imporre l'unità dottrinale (e quindi porre fine al conflitto interno che molto aiutò l'avanzata persiana) sulla questione del monotelismo.
Come risultato di questa fioritura teologica, "per la prima volta in oltre un secolo, la chiesa di Roma sarebbe stata in grado di discutere questioni teologiche con Bisanzio da una posizione di parità sia nella sostanza intellettuale che nella forma retorica". Tuttavia, "l'ironia stava nel fatto che Roma avrebbe sperimentato questa sua rivitalizzazione non attingendo alle proprie misere risorse, ma piuttosto attraverso la collaborazione di un papa greco-palestinese e di un monaco costantinopolitano, che utilizzavano uno stile di discorso teologico di tradizione puramente orientale".
Già nel papato di Gregorio I, le chiese di Italia e Sicilia iniziarono "a seguire sempre più forme rituali orientali", che lo stesso Gregorio I cercò di combattere e modificare. Ad esempio, le chiese romane adottarono la pratica di recitare l'Allelueia nella Messa eccetto che nei cinquanta giorni tra la Pasqua e la Pentecoste; in una lettera, Gregorio I accettò questo nuovo sviluppo, ma affermò che avesse avuto origine a Gerusalemme e che avesse raggiunto Roma non tramite Costantinopoli ma tramite Girolamo e Papa Damaso. Allo stesso modo, Gregorio I rivendicò "un'origine antica" della pratica che consentiva ai suddiaconi di partecipare alla messa senza tuniche (una pratica comune a Costantinopoli). Gregorio desiderava anche distinguere il Kyrie Eleison latino da quello greco, notando che solo i chierici romani (piuttosto che l'intera congregazione all'unisono) lo recitavano, e da allora in poi appose un'ulteriore Christe Eleison.
Nonostante le sue veementi dichiarazioni pubbliche in senso contrario, lo stesso Gregorio I fu un agente della pervasiva influenza bizantina. Come afferma Ekonomou, Gregorio "non fu solo un riflesso, ma in molti aspetti anche responsabile dell'atteggiamento ambivalente di Roma verso l'Oriente". Ad esempio, organizzò una serie di processioni liturgiche a Roma per "placare l'ira di Dio e alleviare le sofferenze della città" dalla peste che uccise il suo predecessore, che assomigliavano molto alle processioni liturgiche bizantine a cui Gregorio I aveva assistito da apocrisiario. Anche la mariologia di Gregorio I si confaceva a diverse influenze bizantine. Tuttavia, fu dopo la morte di Gregorio I che l'influenza orientale divenne più evidente e l'adozione delle pratiche bizantine più rapida.
Sergio I incorporò nella liturgia romana l'usanza siriaca di cantare l'Agnus Dei e le elaborate processioni con canti greci. I "più dotti e sofisticati interessi teologici" dei papi greci aggiunsero anche un nuovo "taglio dottrinale" alle rivendicazioni del primato del Romano Pontefice, "acuito e perfezionato" da vari scontri con l'imperatore. I monaci orientali, se non persino la società bizantina in generale, nel quarto e quinto secolo giunsero a considerare Roma "non solo uno dei patriarchi" ma come una fonte unica di autorità dottrinale. Secondo Ekonomou, i Dialoghi "riflettono al meglio l'impatto che l'Oriente esercitò su Roma e sul Papato alla fine del VI secolo" poiché diedero all'Italia uomini santi che facevano parte di un'inconfondibile tradizione agiografica le cui radici affondavano nel deserto egiziano e nelle grotte siriane".

### Arte
Il periodo bizantino vide la scomparsa della maggior parte delle vestigia di stile classico dai mosaici in Italia, anche se lo svolgimento di questa transizione è difficile da seguire, anche perché ci sono ancora meno mosaici del periodo sopravvissuti nel mondo di lingua greca di quanti ce ne siano in Italia. La magnifica serie di mosaici a Ravenna continuò sotto l'Esarcato, con quelli della Basilica di San Vitale (527–548, che coprono il periodo del cambio di dominazione) e della Basilica di Sant'Apollinare in Classe (549), ma nessuna netta transizione di stile è rilevabile da quelli prodotti sotto il regno ostrogoto o sotto gli imperatori occidentali dei decenni precedenti. Il papa greco Giovanni VII fu "di gran lunga il più eminente mecenate dello stile iconografico bizantino", commissionando innumerevoli opere ad "artigiani greci itineranti".
Quattro chiese di Roma presentano mosaici di santi nei pressi del luogo dove le loro reliquie erano conservate; tutti mostrano un abbandono dell'illusionismo classico in favore di figure dagli occhi grandi che fluttuano nello spazio. Si tratta di San Lorenzo fuori le Mura (anni 580), Sant'Agnese fuori le mura (625-638), Santo Stefano Rotondo (anni 640) e la cappella di San Venanzio nella Basilica Lateranense (c. 640).
I manoscritti miniati mostrano sviluppi simili, ma è difficile identificare elementi specificamente bizantini nell'emergente stile medievale dei Vangeli di Sant'Agostino (c. 595), il primo evangeliario latino, che molto probabilmente passò per le mani di Gregorio I. Le prime stime della data di realizzazione degli affreschi a Castelseprio nell'Italia settentrionale, che mostrano indubbiamente una forte influenza bizantina, li collocherebbero in questo periodo, ma la maggior parte gli studiosi ora li data ad un periodo molto più tardo. C'è chi specula, riguardo a Castelseprio e ad altre opere, su possibili maestrie greche rifugiatesi in Occidente per sfuggire all'iconoclastia, ma le prove a favore di questa ipotesi sono poche o nulle.

### Annotazioni
1. ↑  Talbot Rice ha maggiore certezza rispetto ai più fra gli studiosi recenti che sia possibile distinguere tra stile orientale e stile occidentale in questo periodo.
2. ↑  Tutti datati sulla base del pontificato del papa che li ha commissionati.

### Riferimenti
1. 1 2  Duffy (1997), p. 68.
2. 1 2 3 4  Ekonomou (2007), p. 50.
3. 1 2  Baumgartner (2003), p. 10.
4. ↑  Ekonomou (2007), p. 1–2.
5. ↑  Ekonomou (2007), p. 2.
6. ↑  Ekonomou (2007), p. 2–3.
7. 1 2 3 4 5  Baumgartner (2003), p. 11.
8. ↑  Ekonomou (2007), p. 48–49.
9. 1 2  Ekonomou (2007), p. 49.
10. ↑  Ekonomou (2007), p. 54.
11. ↑  Ekonomou (2007), p. 54–59.
12. ↑  Ekonomou (2007), p. 63.
13. ↑  Ekonomou (2007), p. 64.
14. 1 2  Duffy (1997), p. 57.
15. 1 2 3 4  Duffy (1997), p. 60.
16. ↑  Ekonomou (2007), p. 96.
17. ↑  Ekonomou (2007), p. 97–98.
18. ↑  Ekonomou (2007), p. 98.
19. 1 2  Ekonomou (2007), p. 99.
20. ↑  Ekonomou (2007), p. 115.
21. ↑  Ekonomou (2007), p. 131.
22. ↑  Ekonomou (2007), p. 140.
23. 1 2  Ekonomou (2007), p. 141.
24. ↑  Ekonomou (2007), p. 158.
25. ↑  Ekonomou (2007), p. 158–159.
26. ↑  Ekonomou (2007), p. 159.
27. ↑  Ekonomou (2007), p. 160.
28. 1 2  Ekonomou (2007), p. 43.
29. 1 2 3 4 5  Duffy (1997), p. 61.
30. 1 2  Ekonomou (2007), p. 164.
31. ↑  Ekonomou (2007), p. 168.
32. ↑  Ekonomou (2007), p. 176.
33. ↑  Ekonomou (2007), p. 180.
34. ↑  Ekonomou (2007), p. 181.
35. ↑  Ekonomou (2007), p. 119.
36. 1 2  Ekonomou (2007), p. 199.
37. ↑  Ekonomou (2007), p. 244.
38. 1 2 3  Ekonomou (2007), p. 215.
39. ↑  Ekonomou (2007), p. 216.
40. ↑  Ekonomou (2007), p. 216–217.
41. ↑  Ekonomou (2007), p. 217.
42. 1 2 3  Ekonomou (2007), p. 218.
43. ↑  Ekonomou (2007), p. 219–220.
44. 1 2 3 4  Duffy (1997), p. 6f2.
45. ↑  Ekonomou (2007), p. 221.
46. ↑  Ekonomou (2007), p. 222.
47. ↑  Ekonomou (2007), p. 223.
48. ↑  Kleinhenz (2017), p. 851.
49. ↑  Ekonomou (2007), p. 224.
50. ↑  Ekonomou (2007), p. 270.
51. ↑  Ekonomou (2007), p. 269.
52. 1 2 3  Ekonomou (2007), p. 245.
53. ↑  Ekonomou (2007), p. 271.
54. ↑  Ekonomou (2007), p. 272.
55. ↑  Ekonomou (2007), p. 300.
56. ↑  Duffy (1997), p. 62–63.
57. 1 2 3  Duffy (1997), p. 63.
58. 1 2 3 4 5  Duffy (1997), p. 64.
59. ↑  Baumgartner (2003), p. 12.
60. ↑  Noble, Thomas F. X. (2010) [1984]. The Republic of St Peter. p. 185. ISBN 9780812200911.
61. ↑  Ekonomou (2007), p. 48.
62. ↑  Ekonomou (2007), p. 97.
63. ↑  Ekonomou (2007), p. 96–97.
64. 1 2  Ekonomou (2007), p. 129.
65. ↑  Ekonomou (2007), p. 161.
66. 1 2 3  Duffy (1997), p. 66.
67. ↑  Ekonomou (2007), p. 13.
68. ↑  Ekonomou (2007), p. 13–14.
69. 1 2 3  Ekonomou (2007), p. 42.
70. ↑  Ekonomou (2007), p. 204.
71. 1 2 3  Ekonomou (2007), p. 18.
72. 1 2 3  Ekonomou (2007), p. 19.
73. ↑  Ekonomou (2007), p. 204–206.
74. ↑  Ekonomou (2007), p. 206
75. ↑  Ekonomou (2007), p. 207–211.
76. ↑  Ekonomou (2007), p. 20.
77. ↑  Ekonomou (2007), p. 212.
78. ↑  Ekonomou (2007), p. 120.
79. ↑  Ekonomou (2007), p. 213–214.
80. ↑  Ekonomou (2007), p. 45.
81. ↑  Duffy (1997), p. 66-67.
82. 1 2  Ekonomou (2007), p. 7.
83. ↑  Ekonomou (2007), p. 8.
84. 1 2 3  Ekonomou (2007), p. 134.
85. 1 2  Ekonomou (2007), p. 14.
86. 1 2  Ekonomou (2007), p. 165.
87. 1 2  Ekonomou (2007), p. 250.
88. ↑  Ekonomou (2007), p. 250–257.
89. ↑  Ekonomou (2007), p. 257–264.
90. 1 2  Duffy (1997), p. 67.
91. ↑  Lunt (1950), p. 3.
92. 1 2  Ekonomou (2007), p. 23.
93. ↑  Ekonomou (2007), p. 79–80.
94. ↑  Ekonomou (2007), p. 85.
95. 1 2  Ekonomou (2007), p. 116.
96. 1 2 3 4 5 6  Ekonomou (2007), p. 17.
97. ↑  Ekonomou (2007), p. 47.
98. ↑  Ekonomou (2007), p. 44.
99. ↑  Ekonomou (2007), p. 20–21.
100. ↑  Talbot Rice (1968), p. 126–130, 148–150.
101. ↑  Dale (2004), p. 743.
102. ↑  Talbot Rice (1968), p. 148–168.
103. ↑  Ekonomou (2007), p. 266.
104. ↑  Dale (2004), p. 741.